# کوایشو
کوایشو (چینی: 快手; ت.ت. 'quick hand') شرکت فناوری اطلاعات چینی است، که در سال ۲۰۱۱ تأسیس شد.